# Lisa dos Santos
Lisa dos Santos, född Ersmark 1980, tidigare även Grane, är en svensk åklagare, författare och krönikör.

## Biografi
dos Santos växte upp i Falsterbo, med fem syskon, som dotter till en egen företagare i leksaksbranschen. Hon studerade juridik vid Lunds universitet och satt ting i Ystads tingsrätt. Därefter arbetade hon som jurist på Skolinspektionen. Hon blev åklagare år 2009, på Söderorts åklagarkammare. År 2019 publicerades hennes debattartikel Gangsterromantik styr gängens advokater i Aftonbladet, en artikel som gjorde henne rikskänd.
År 2023 var hon på plats 20 av 100 på Expressens lista över Årets kvinnor. 2024 blev hon krönikör för Dagens industri. Samma år fick hon ett stipendium från Stiftelsen Fritt Näringsliv för att ägna sig åt opinionsbildning på heltid.

### Författarskap
dos Santos har gett ut ett par barnböcker, bland annat Vännerna i Kungaskogen (2014). Boken har dramatiserats och sänts som streamad teater till många förskolor, samt kompletterats med handledning, noter, övningar och aktiviteter enligt läroplanens mål som anknyter till sagans teman. Materialet har använts av över 10 000 förskolor och anges bidra till att tydliggöra och stärka barns värdegrunder.
I slutet av år 2022 släpptes hennes bok Älskade bror – en rapport från gängvåldets Sverige på Bokförlaget Forum. dos Santos blev Augustnominerad 2023 och boken tilldelades Natur & Kulturs debattbokspris 2024. I maj 2025 släpptes uppföljaren Gängens hus - min rapport från våldsvågen som fortsätter att skildra gängvåldets utveckling i Sverige.